# Pouteria multiflora
Pouteria multiflora är en tvåhjärtbladig växtart som först beskrevs av A.Dc., och fick sitt nu gällande namn av Pierre Joseph Eyma. Pouteria multiflora ingår i släktet Pouteria och familjen Sapotaceae. Inga underarter finns listade i Catalogue of Life.